# Jacob Fatu
Jacob Fatu (São Francisco, 18 de abril de 1992), é um lutador profissional americano. Ele trabalha atualmente para a WWE, na marca SmackDown. Ele também é conhecido por seu tempo na Major League Wrestling (MLW), onde foi campeão mundial dos pesos pesados da MLW, sendo seu reinado o mais longo da história do título, com 819 dias.
Fatu faz parte da família Anoaʻi de lutadores profissionais. Ele é filho de Sam Fatu e sobrinho de Rikishi e Umaga. Fatu foi treinado por seu tio Rikishi e lutou em várias promoções no circuito independente entre 2012 e 2019, antes de assinar com a MLW. Ele deixou a MLW no início de 2024 e assinou com a WWE em abril, fazendo sua estreia oficial em junho como parte do The Bloodline, uma facção de lutadores da família Anoaʻi. Na WWE, ele conquistou o Campeonato de Duplas da WWE antes de vencer o Campeonato dos Estados Unidos da WWE na WrestleMania 41.

## Carreira na luta livre profissional

### Início da carreira (2012–2019)
Jacob Fatu foi treinado por seu tio, Rikishi, e estreou em 2012 em um esforço vitorioso em parceria com seu parente, Black Pearl. Ele passou a maior parte de 2013 a 2015 competindo na Califórnia por promoções independentes, muitas vezes fazendo parceria com outros membros da família Anoa'i. Em 2018, ele fez sua primeira viagem ao México para o The Crash em uma luta trios, perdendo para Octagón e Blue Demon Jr.

### Major League Wrestling (2019-2024)
Em 2019, ele assinou com a Major League Wrestling, juntando-se a seus parentes Samu e o filho de Samu, Lance Anoa'i na empresa. Fatu estreou pela MLW no evento SuperFight de fevereiro, ao lado de seu frequente parceiro de tag team Josef Samael em uma luta não televisionada. A dupla de Fatu e Josef faria então sua estreia na televisão na MLW no show Intimidation Games em 2 de março, atacando o campeão mundial dos pesos pesados Tom Lawlor após sua luta na jaula contra Low Ki, formando assim o calcanhar estável Contra Unit com Simon Gotch. Na semana seguinte, a Contra Unit atacou Ace Romero durante sua luta contra Gotch. Após meses de rivalidade com Lawlor, Fatu derrotou Lawlor no Kings of Colosseum em 6 de julho para conquistar o Campeonato Mundial de Pesos Pesados. Ele também manteria o título contra Lawlor em uma revanche. Ele então encabeçou o primeiro evento pay-per-view da MLW, Saturday Night SuperFight, onde Fatu defendeu com sucesso o título contra LA Park.
Após a rivalidade, ele foi desafiado por Alex Hammerstone pelo cinturão, também colocando o MLW National Openweight Championship em uma luta vencedora leva tudo. Ele perdeu o cinturão para Hammerstone. Ele então rivalizou com ele, culminando em War Chamber, onde Contra Unit perdeu a luta, ambos encerrando a rivalidade, e iniciando a rivalidade com o outro membro da Contra Unit Madds Krügger e Ikuro Kwon. A rivalidade se estendeu, ele reembalando com sua vinheta que cimentou sua virada de rosto devido à reação dos fãs, abandonando o personagem Contra Unit. O Lobisomem Samoano trocou vitórias contra Krügger em vários combates, incluindo ele vencendo Krügger em uma luta sem desqualificação e o último vencendo em uma luta de armas, culminando e encerrando a rivalidade no Kings of Colosseum em uma luta de Armas de Destruição em Massa. No Battle Riot IV, em 3 de novembro, Fatu venceu a luta Battle Riot de 40 pessoas, conquistando o Golden Ticket, que lhe dava o direito de lutar pelo Campeonato Mundial de Pesos Pesados a qualquer momento e em qualquer lugar. Ele recebeu sua luta pelo título no episódio do Fusion de 21 de março de 2023, mas não conseguiu conquistar o título.
No War Chamber, em 6 de abril, Fatu derrotou John Hennigan para conquistar o Campeonato Nacional de Peso Aberto. Ele perdeu o título para Rickey Shane Page no Fury Road, em 3 de setembro. Em 1º de fevereiro de 2024, Rikishi anunciou que Fatu agora era um agente livre, encerrando seu contrato de cinco anos com a empresa. Ele fez sua última aparição na MLW em 17 de fevereiro, onde foi derrotado por Krügger em uma luta Baleki Brawl.

### New Japan Pro-Wrestling (2024)
Em 13 de janeiro de 2024, no Battle in the Valley, Fatu fez sua estreia na New Japan Pro-Wrestling, fazendo equipe com Shota Umino e Fred Rosser para derrotar o Team Filthy (Tom Lawlor e West Coast Wrecking Crew (Jorel Nelson e Royce Isaacs).

### WWE (2024–presente)
Antes de assinar com a WWE, Fatu estava planejado para aparecer no Raw is XXX durante o segmento da Cerimônia de Reconhecimento de Roman Reigns, mas problemas legais com a MLW e a WWE impediram sua participação.

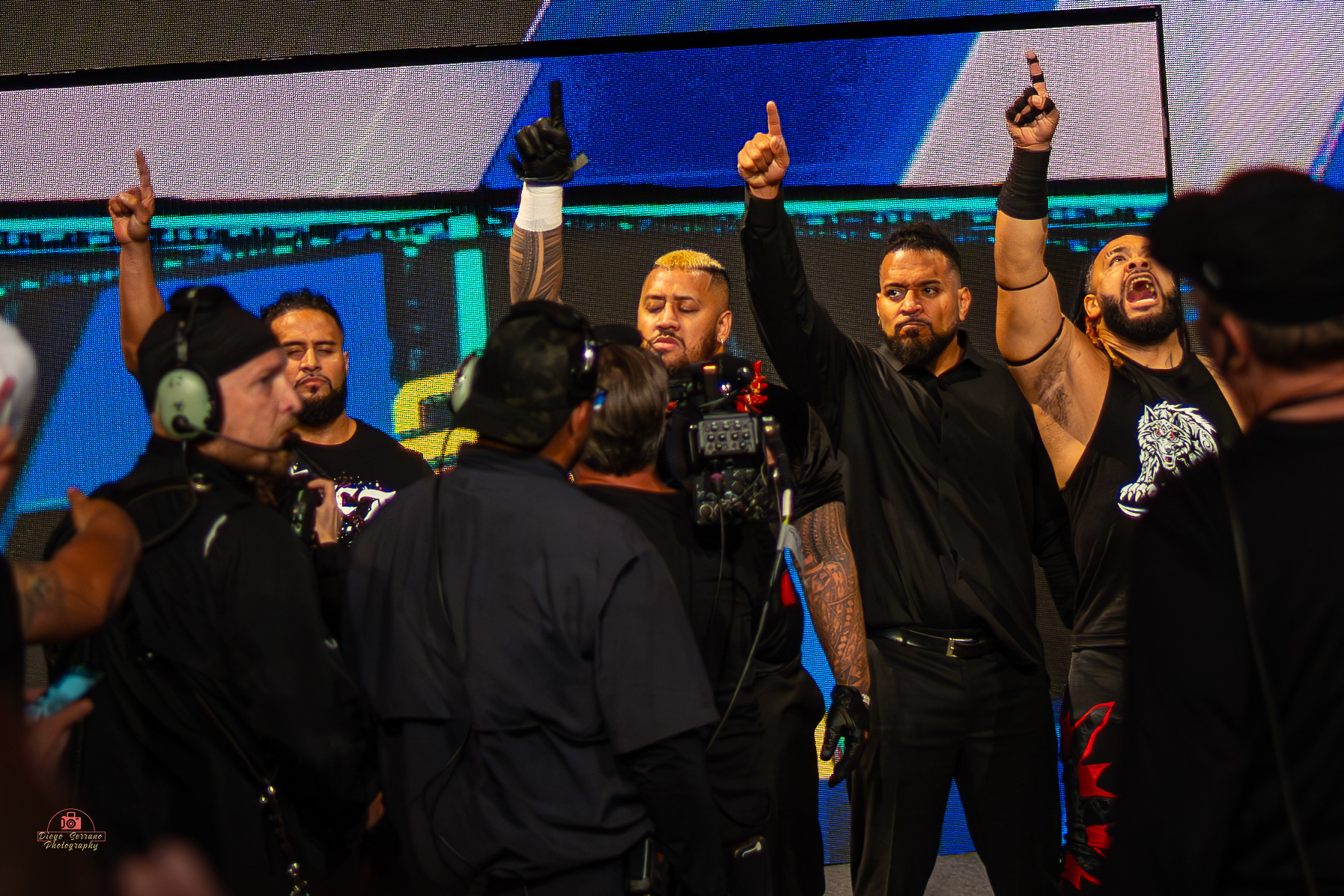
Fatu (extrema direita) como o enforcer do The Bloodline de Solo Sikoa em junho de 2024.

Em 7 de abril de 2024, foi reportado que Fatu havia assinado com a WWE. Fatu fez sua estreia no episódio de 21 de junho do SmackDown, atacando Randy Orton, Kevin Owens e o campeão universal indiscutível da WWE, Cody Rhodes, se estabelecendo como vilão e se tornando o mais novo membro do The Bloodline, liderado por seu primo de verdade, Solo Sikoa. No Money in the Bank, em 6 de julho, Fatu fez sua estreia no ringue em uma luta de trios, ao lado de Sikoa e Tama Tonga, derrotando Rhodes, Orton e Owens. No episódio de 2 de agosto do SmackDown, Fatu e Tonga derrotaram DIY (Johnny Gargano e Tommaso Ciampa) para conquistar o Campeonato de Duplas da WWE. No episódio de 23 de agosto do SmackDown, Fatu entregou uma metade dos títulos para Tonga Loa para que ele pudesse ser o enforcer pessoal de Sikoa. No Bad Blood, em 5 de outubro, Fatu e Sikoa perderam para Reigns e Rhodes após a interferência de um Jimmy Uso retornando, marcando sua primeira derrota na WWE. No Crown Jewel, em 2 de novembro, Fatu, Tonga e Sikoa derrotaram a encarnação original do The Bloodline (Reigns e The Usos) em uma luta de trios. No Survivor Series: WarGames, em 30 de novembro, Fatu, junto com o The Bloodline e Bronson Reed, perdeu para Reigns, The Usos, Sami Zayn e CM Punk em uma luta WarGames.
Após Sikoa perder o título de "Chefe Tribal" e a Ula Fala de volta para Roman Reigns na estreia do Raw na Netflix, Fatu iniciou uma rivalidade com Braun Strowman, que começou um mês antes, no episódio de 17 de janeiro de 2025 do SmackDown. No Saturday Night's Main Event XXXVIII, em 25 de janeiro de 2025, Fatu foi derrotado por Strowman por desqualificação depois de empurrar um árbitro.
Fatu fez sua estreia na luta Royal Rumble no evento de 2025, eliminando 4 participantes antes de ser eliminado por Strowman, o que intensificou ainda mais sua rivalidade.

## Vida pessoal
Fatu foi preso por roubo quando tinha 18 anos. Ele credita ver seus primos The Usos na TV da prisão como sua inspiração para se tornar um lutador.
Fatu é um membro da dinastia de wrestling da família Anoaʻi, sendo filho de Sam Fatu. Ele tem sete filhos.

## Títulos e prêmios
- All Pro Wrestling

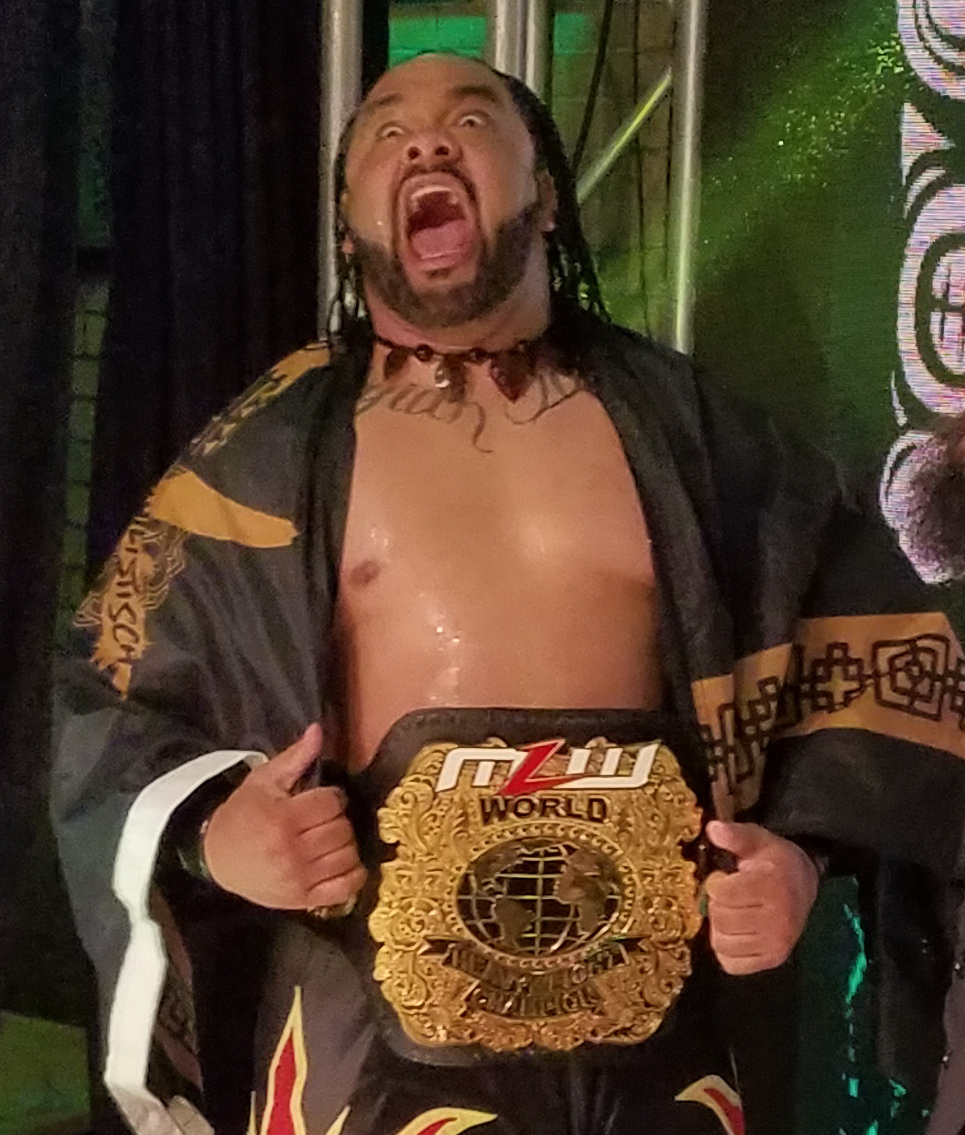
Fatu foi detentor e teve o reinado mais longo com o MLW World Heavyweight Championship.

  - APW Universal Heavyweight Championship (1 vez) [35][36][37]
  - APW Worldwide Internet Championship (1 vez) [38][39][40]
  - APW Tag Team Championship (1 vez) – com Josef Samael[41][42]
- DEFY Wrestling
  - DEFY Tag Team 8XGP Championship (1 vez) – com The Almighty Sheik[43][44][45]
- ESPN
  - Estreia do Ano (2024)[46]
- House of Glory
  - HOG World Heavyweight Championship (1 vez) [47][48]
- Major League Wrestling
  - MLW World Heavyweight Championship (1 vez) [49][50][51]
- PCW Ultra
  - PCW ULTRA Heavyweight Championship (1 vez) [52][53]
  - PCW Ultra Tag Team Championship (1 vez) – com The Almighty Sheik[54][55]
- Pro Wrestling Ilustrated
  - Facção do Ano (2024) – com The Bloodline
  - PWI o colocou na #20ª posição dos 500 melhores lutadores individuais no PWI 500 em 2020[56]
- Supreme Pro Wrestling
  - SPW Tag Team Championship (1 vez) – com Journey Fatu[57][58][59]
- West Coast Pro Wrestling
  - WCPW Heavyweight Championship (1 vez) [60][61][62]
- WWE
  - Campeonato dos Estados Unidos da WWE (1 vez)
  - Campeonato de Duplas da WWE (1 vez) – com Tama Tonga